# Liste der denkmalgeschützten Objekte in Stochov
Grundlage dieser Liste der denkmalgeschützten Objekte in Stochov ist die ÚSKP-Liste (Ústřední seznam kulturních památek České republiky, deutsch Zentrale Liste der Kulturdenkmäler der Tschechischen Republik), die von der tschechischen Denkmalschutzbehörde NPÚ (Národní památkový ústav, deutsch Nationale Denkmalbehörde) seit 1987 geführt wird und an die seit dem Jahr 1850 geschaffenen Listen anschließt.

## Denkmalgeschützte Objekte nach Ortsteilen
| Lage                           | Objekt                               | Beschreibung | ÚSKP-Nr.                  | Bild                                 |
| ------------------------------ | ------------------------------------ | --- | ------------------------- | ------------------------------------ |
| Stochov (Standort)             | Kirche St. Wenzel                    | Ursprünglich wurde ein mittelalterliches Gebäude, wahrscheinlich aus der ersten Hälfte des 14. Jahrhunderts, 1744 umgebaut (möglicherweise nach Plänen von Kilian Ignaz Dientzenhofer). 1832 wurde ein prismatischer Turm hinzugefügt, in den Glocken eines älteren hölzernen Glockenturms eingesetzt wurden. | 17998/2-607 Info Katalog  | weitere Bilder                       |
| Stochov, bei Nr. 36 (Standort) | Kruzifix                             | Das gusseiserne Kreuz mit dem Korpus des schönen Christus auf einem hohen Steinsockel stammt aus dem Jahr 1877. | 28451/2-4073 Info Katalog | Kruzifix                             |
| Stochov, Honice (Standort)     | Kapelle des Hl. Johannes von Nepomuk | Kleine klassizistische Nischenkapelle mit Statue des Hl. Johannes von Nepomuk aus der zweiten Hälfte des 18. Jahrhunderts. | 45233/2-608 Info Katalog  | Kapelle des Hl. Johannes von Nepomuk |
| Stochov, Honice 32 (Standort)  | Gehöft Nr. 32                        | Landgut aus dem 19. Jahrhundert. Es besteht aus einem rechteckigen Wohnhaus im Erdgeschoss (mit Wohn- und Wirtschaftsfunktionen) mit einem Satteldach. Im Erdgeschoss Stallungen und Wohnräume. | 22440/2-4075 Info Katalog | Gehöft Nr. 32                        |
| Stochov, Honice 1 (Standort)   | Gehöft Nr. 1                         | Gehöft mit freistehenden Gebäuden, die sich um einen dreieckigen Innenhof befinden und durch eine Mauer verbunden sind. Der Kern ist ein zweistöckiges Wohnhaus mit einem Satteldach. Der Komplex wurde in der ersten Hälfte des 19. Jahrhunderts erbaut.                                                     | 32437/2-4074 Info Katalog | Gehöft Nr. 1                         |